# Klevedalen och Dammen
Klevedalen och Dammen är en av SCB avgränsad och namnsatt småort i Orusts kommun i Bohuslän. Den omfattade från 1990 bebyggelse i Klevedalen och Dammen i Stala socken. Efter 1995 existerade ingen bebyggelseenhet med detta namn. Från 2015 avgränsas här åter en småort.